# Darius Olaru
Darius Olaru (sinh ngày 3 tháng 3 năm 1998) là một cầu thủ bóng đá người România thi đấu cho FCSB ở vị trí tiền vệ.